# Takehiko Kawanishi
Takehiko Kawanishi (Prefectura d'Hiroshima, Japó, 9 d'octubre de 1938), és un exfutbolista japonès.

## Selecció japonesa
Takehiko Kawanishi va disputar 8 partits amb la selecció japonesa.